# Blood Gulch
Blood Gulch é um mapa multiplayer da franquia de tiro em primeira pessoa Halo. Apareceu pela primeira vez em Halo: Combat Evolved, e foi refeito para Halo 2 como "Coagulation", bem como para Halo: Reach como "Hemorrage" e Halo: The Master Chief Collection como "Bloodline". Ele também teve um sucessor espiritual chamado "Valhalla" em Halo 3, assim como em Halo 4 como "Ragnarok" e apareceu em Halo Wars. Ocorrendo em um desfiladeiro no ringworld de Halo que se assemelha ao meio-oeste americano, foi projetado para o modo de jogo capture a bandeira, mas também pode ser usado para outros modos, como o deathmatch. Blood Gulch foi criticamente elogiado como o mapa multiplayer mais icônico e definidor de Halo, e desempenhou um papel significativo na série machinima Red vs. Blue.

## Descrição do nível
Blood Gulch ocorre em um desfiladeiro que é cercado por todos os lados por altos muros naturais. O interior do cânion é uma "vasta extensão de paisagem ondulante e pedaços dispersos de cobertura natural", com uma base em cada extremidade para as equipes Vermelha e Azul. O mapa é equilibrado, mas desequilibrado em termos de vantagem tática, com a equipe Red tendo acesso a uma crista, enquanto a equipe Blue está localizada perto de um sistema de túneis na parede do cânion. Cada base é propícia à tradicional jogabilidade FPS, com "duas entradas, um teto aberto e caminhos inclinados para o teto". No topo de cada base, um teleportador pode transportar jogadores (assim como escapar de membros da equipe adversária) para o meio da terra de ninguém do vale, mas deixá-los vulneráveis a snipers. Jipes Warthog podem facilmente atravessar a paisagem, tornando-os ideais para escapar com a bandeira. Na variante de Halo 2 do mapa, cada base tem um terceiro nível, abaixo do solo, no qual um Banshee pode ser encontrado.

## Recepção
A revista Edge chamou o mapa de "vitrine" para a "maravilhosa capacidade do Halo de entrar e sair de intensos tiroteios e momentos de palhaçada ridícula". A publicação elogiou o mapa por seu design aberto e combinação de combate terrestre e veículos em terceira pessoa, o que, embora tido como certo nos dias modernos, era raro na época do lançamento de Halo e exigia "uma abordagem diferente para design do mapa". O Good Game chamou o mapa de "mais icônico de Halo" e disse que "o trabalho em equipe é o principal ponto em Gulch", enquanto "a melhor maneira de experimentar o desfiladeiro é sempre estando atrás do volante". GameZone chamou o mapa de "facilmente um destaque da franquia", citando quantas vezes ele foi refeito em todos os jogos.
Blood Gulch foi recriado por um fã para o jogo Counter-Strike: Global Offensive, com a Kotaku chamando o mapa de "muito bem feito".